# Перраш, Антуан-Мишель
Антуа́н-Мише́ль Перра́ш (фр. Antoine-Michel Perrache; 23 ноября 1726, Лион—12 ноября 1779, Лион) — французский скульптор, инженер и предприниматель, автор проекта преобразования лионского района Прескиль. Его именем назван квартал в этом районе, а также находящиеся там набережная, железнодорожный вокзал и станция метро.

## Биография
Сын и ученик скульптора Мишеля Перраша (1685—1750), которому он воздвиг мавзолей в лионской церкви Кармелиток. Член Лионской академии наук, литературы и искусств. Создатель скульптурного медальона для церкви Святого Фомы на Фурвьере, скульптурной группы для монастыря в Антикей, статуи Святой Барбы для церкви Святого Бонавентуры в квартале Корделье, крестильной купели для церкви святого Никиты.
Однако делом жизни Перраша стало переустройство лионского района Прескиль. К середине XVIII века городу было уже тесно в своих границах, при этом он оказывался зажат между холмами и двумя реками — Роной и Соной. В их междуречье существовала болотистая пойма, прорезанная многочисленными каналами и протоками. Несколько инженеров до Перраша предлагали осушение этого участка, но все проекты неизменно отвергались из-за их дороговизны. Сам Перраш также неоднократно выдвигал различные другие инженерные проекты, но ни один из них так и не был реализован: соединяющий Рону и Сону канал, производство движущей силы для лионских мельниц и фабрик, создание речного вокзала.
Наконец, в 1765 году он вносит предложение, а в 1771 году создаёт компанию «Перраш», приступившую к осушению междуречья, что по завершении проекта позволило отодвинуть границы города более чем на километр. Однако из-за смерти Перраша в 1779 году компания стала испытывать финансовые трудности и так и не смогла реализовать полностью проект. Управление компанией на какое-то время берёт на себя сестра основателя Анн-Мари, затем в 1782 году — граф Эсперанс де Лоренсен. В 1783 году наводнение сносит уже возведённый компанией деревянный мост через Сону. 23 сентября 1784 года граф Лоренсен обращается за помощью к Людовику XVI и передаёт ему право собственности на всю южную оконечность будущего полуострова — примерно от нынешней улицы Рампар д'Эне и станции метро Ампер — Виктор Гюго. Король обязуется выделить 300 000 ливров в течение двух лет на оплату долгов акционеров и строительство каменного моста. Однако сперва очень холодная зима 1788—1789 годов, затем революционные потрясения не позволяют закончить работу. Компания успевает построить только одну набережную, которая сейчас носит имя Перраша. Полностью переустройство междуречья, которое с тех пор называется Прескиль (фр. Presqu'île — полуостров), было завершено лишь к 1841 году.
В 1827 году на вновь появившемся полуострове началось строительство железной дороги, связывавшей Лион и Сент-Этьен, а в 1853—1856 годах здесь был построен вокзал, названный именем Антуана-Мишеля Перраша. В 1978 году рядом с вокзалом была открыта конечная станция первой очереди Лионского метрополитена, которая также называется Перраш.